# Дракункулоза
Дракункулозата, известна още като болест гвинейски червей (БГЧ), е паразитоза, причинена от гвинейски червей (Dracunculus medinensis). Човек може да се зарази при консумация на вода, която съдържа водни бълхи, заразени с ларвите на гвинейския червей.

## Симптоми
Първоначално заболяването протича без симптоми. Около година по-късно заразеният започва да усеща пареща болка, когато женският червей образува мехур върху кожата, обикновено на някой от долните крайници. След това червеят излиза от кожата в продължение на няколко седмици. През това време е възможно заразеният да среща трудности при ходене или физическа активност. Заболяването много рядко причинява смърт.

## Причини
Човекът е единственият известен организъм, който може да бъде заразен от гвинейски червеи. Червеят е с широчина от един до два милиметра, а възрастната женска е с дължина между 60 и 100 cm (мъжките са много по-къси). Извън човешкото тяло, яйцата могат да оцелеят до три седмици. Преди това, те трябва да бъдат изядени от водни бълхи. Ларвите във водните бълхи могат да оцелеят до четири месеца. Това означава, че е необходимо заболяването да се проявява всяка година при хората, за да продължи да съществува в даден район. Диагнозата за заболяването обикновено може да се постави въз основа на признаците и симптомите на заболяването.

## Превенция и лечение
Превенцията е възможна при ранна диагностика на заболяването и последващо предотвратяване на поставянето на раната в питейна вода. Други начини за превенция включват: подобряване на достъпа до чиста вода или филтриране на водата, ако не е чиста. Обикновено филтрирането през парче плат е достатъчно за предотвратяване на това заболяване. Замърсената питейна вода може да се третира с химично вещество, наречено темефос, за да се унищожат ларвите.
Срещу заболяването не съществува лекарство или ваксина. Червеят може да бъде бавно отстранен в продължение на няколко седмици, като се навива около клечка. Язвите по кожата, образувани от излизащия от нея червей, могат да се инфектират с бактерии. Болката може да продължи месеци след отстраняване на червея.

## Епидемиология и история
През 2013 г. са докладвани 148 случая на заболяването. Това представлява понижение от 3,5 милиона случая през 1986 г. Заболяването съществува само в четири държави в Африка, сравнено с наличие на заболяването в 20 държави през 80-те години на миналия век. Най-засегнатата държава е Южен Судан. Вероятно това ще бъде първото паразитно заболяване, което ще бъде заличено.
Заболяването гвинейски червей е познато от древността. То е споменато в египетския медицински Папирус на Еберс, който датира от 1550 г. пр.н.е. Името дракункулоза произлиза от латински и означава „страдание с малки дракони“, а името „гвинейски червей“ се появява, след като европейци стават свидетели на заболяването по крайбрежието на Гвинея в Западна Африка през 17 век. Вид, подобен на гвинейските червеи, причинява заболяването при други животни. Няма данни този вид да може да зарази човек. Класифицира се като пренебрегвана тропическа болест.